# Folke Johansson (konstnär)
Folke Hugo Daniel Johansson, född 3 februari 1912 i Halltorp i Kalmar län (uppvuxen i Båstad), död 28 februari 1981 i Torekov, var en svensk målare, grafiker och tecknare. 
Han var son till byggmästaren Ernst Hugo Johansson och Thyra Franzén och från 1940 gift med Elin Nilsson. Före andra världskriget arbetade han som matros och timmerman i handelsflottan innan han inledde konststudier. Johansson studerade vid Skånska målarskolan i Malmö 1944 och vid Valands målarskola i Göteborg 1945–1947. Han medverkade i samlingsutställningar med Helsingborgs konstförening sedan 1950. Separat ställde han bland annat ut på Galerie Æsthetica och på Killbergs konstsalong i Helsingborg. Tillsammans med Allan Erwö ställde han ut i Båstad 1954. Bland hans offentliga arbeten märks utsmyckningen av Sjömanskårens kaserner på Karlskronas örlogsstation. Hans konst består av figurmålningar med en social anknytning, porträtt, figurmotiv och landskap i akvarell eller kol samt dråpliga sagomotiv och humoristiska teckningar. Parallellt med konstnärskapet arbetade han flera år som snickare i Torekov. Johansson är representerad vid bland annat Helsingborgs museer.